# Charles Cottet
Pour les articles homonymes, voir Cottet.
Charles Cottet né au Puy-en-Velay le 12 juillet 1863 et mort à Paris le 20 septembre 1925 est un peintre et graveur français.

## Biographie
Charles Cottet est le fils de Jacques Joseph Henri Cottet, juge au tribunal civil du Puy-en-Velay, et de Marie Daruty.
Ayant vécu son enfance et son adolescence en Auvergne et en Savoie, il étudie la peinture dans l’atelier d'Émile Maillard (1846-1926), puis à l’Académie Julian à Paris.
En 1886, il voyage une première fois en Bretagne. Il y retournera plusieurs années de suite pour y peindre, séjournant entre autres à plusieurs reprises à l'île d'Ouessant. En 1896, accompagné de Victor-Joseph Roux-Champion, il part sur les traces de Paul Gauguin à Pont-Aven.
Charles Cottet a réalisé, sous le titre général d’Au pays de la mer, une série d’œuvres où se trouvent retracées les scènes pittoresques de la rude vie des marins, où les multiples aspects de l’Atlantique et de la Manche, sont intensivement rendus.
Ayant obtenu, en 1894, une bourse de voyage, qui lui permit de visiter l’Italie et l’Égypte, il en revint avec une forte provision d’impressions d’Orient différant complètement des chatoyantes visions alors d’usage. Ayant vu les pays de soleil selon son tempérament, l’observation de Cottet s’est consacrée principalement aux abruptes roches d’Assouan, à l’étude des fellahs.
En juin 1899, il rejoint la Société nouvelle de peintres et de sculpteurs, avec une première exposition collective à la galerie Georges Petit à Paris en mars 1900. Dans les années 1900, il fait partie, avec Lucien Simon, Edmond Aman-Jean, André Dauchez, George Desvallières et Maurice Denis d'un groupe de jeunes peintres surnommé « la Bande noire » par les critiques d'art car ils rejettent les toiles claires des impressionnistes. La plupart de ces artistes enseignent à l'Académie de la Palette à Paris.
Il est membre de la délégation de la Société nationale des beaux-arts de 1901 à 1905.
Ami de Raymond Tournon, celui-ci lui conseille de faire une grande exposition, lorsque l'artiste meurt de la grippe espagnole en 1919.
Charles Cottet meurt dans le 14e arrondissement de Paris le 20 septembre 1925.

## Récompenses et distinctions
Charles Cottet obtient une médaille d'or à l'Exposition universelle de 1900.
Il est promu officier de la Légion d'honneur en 1912, distinction remise par Alfred Roll.

## Œuvres
Belgique

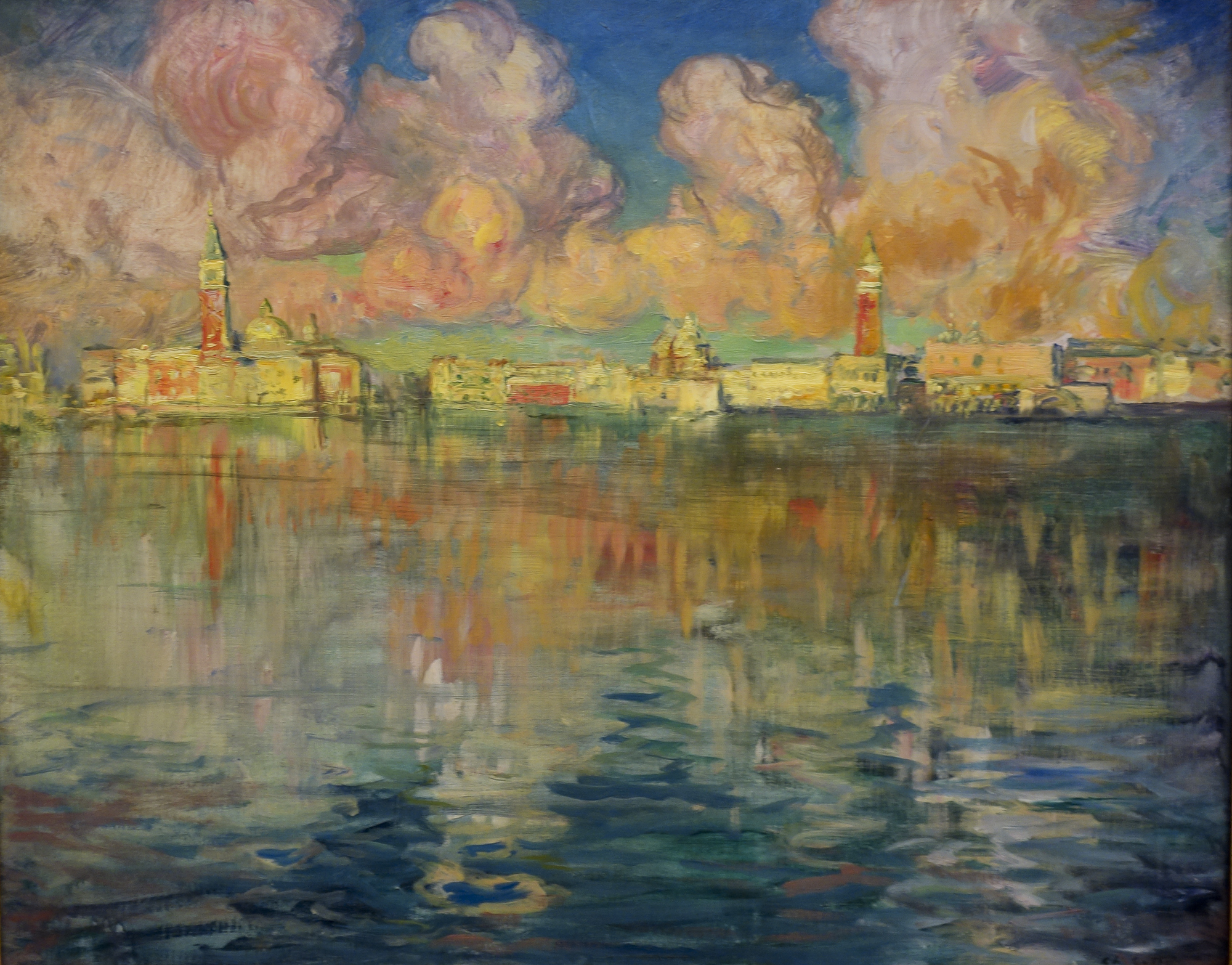
Venise (après 1880), Aix-les-Bains, musée Faure.

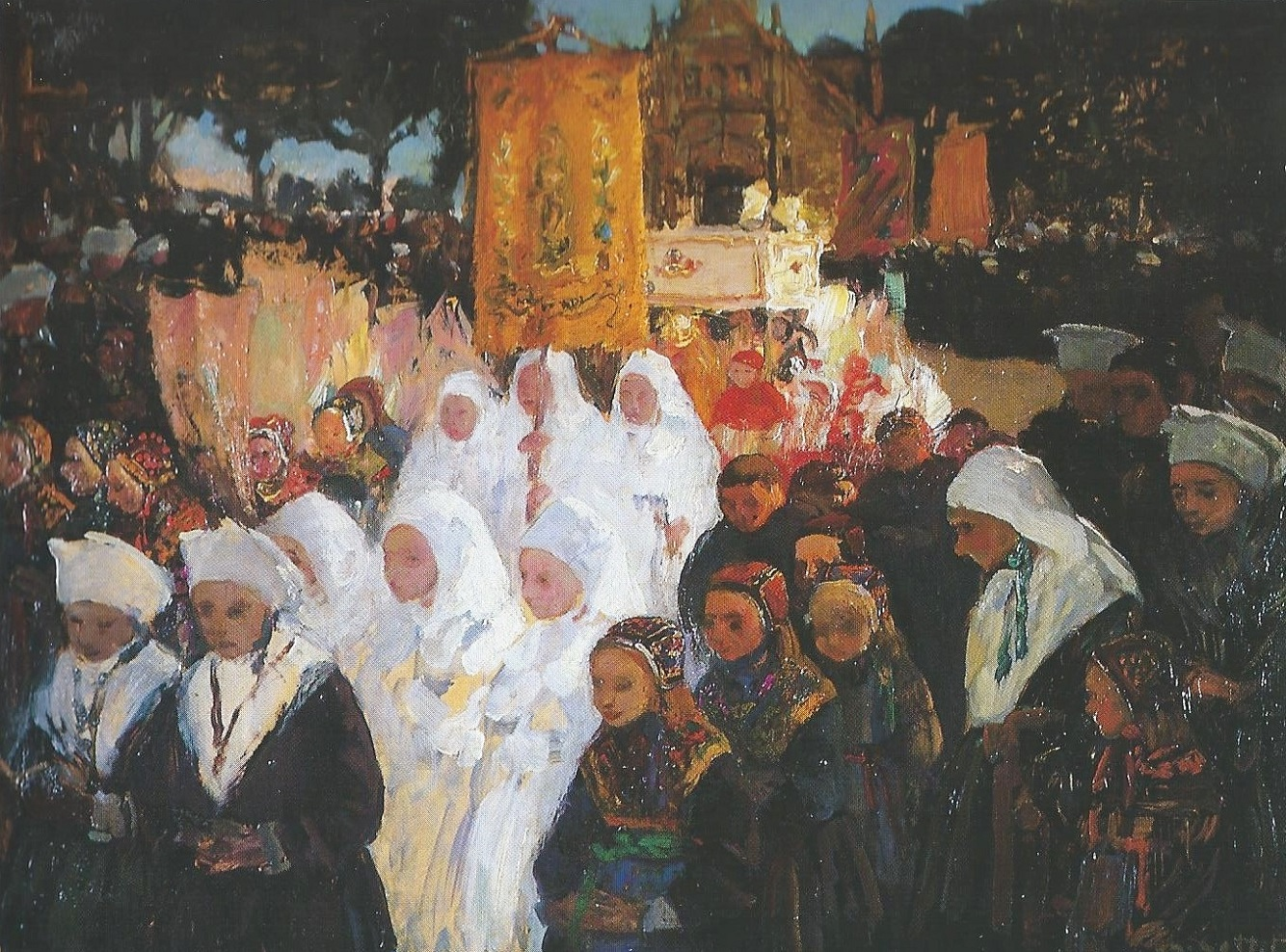
Jour de Fête-Dieu à Plougastel (vers 1900), Le Puy-en-Velay, musée Crozatier.

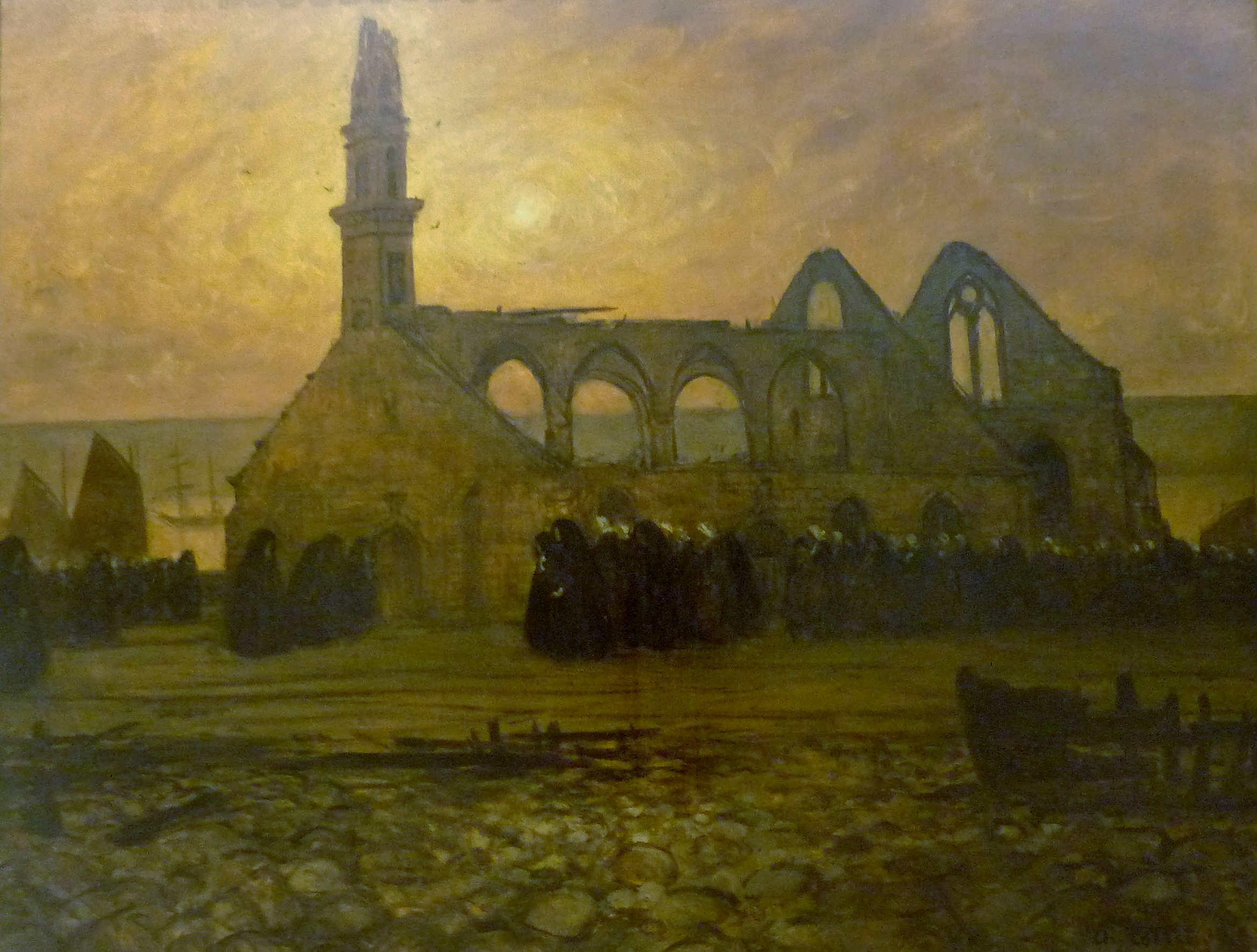
L'Église brûlée (1911), musée des Beaux-Arts de Quimper. Représentation de la chapelle Notre-Dame-de-Rocamadour à Camaret-sur-Mer.

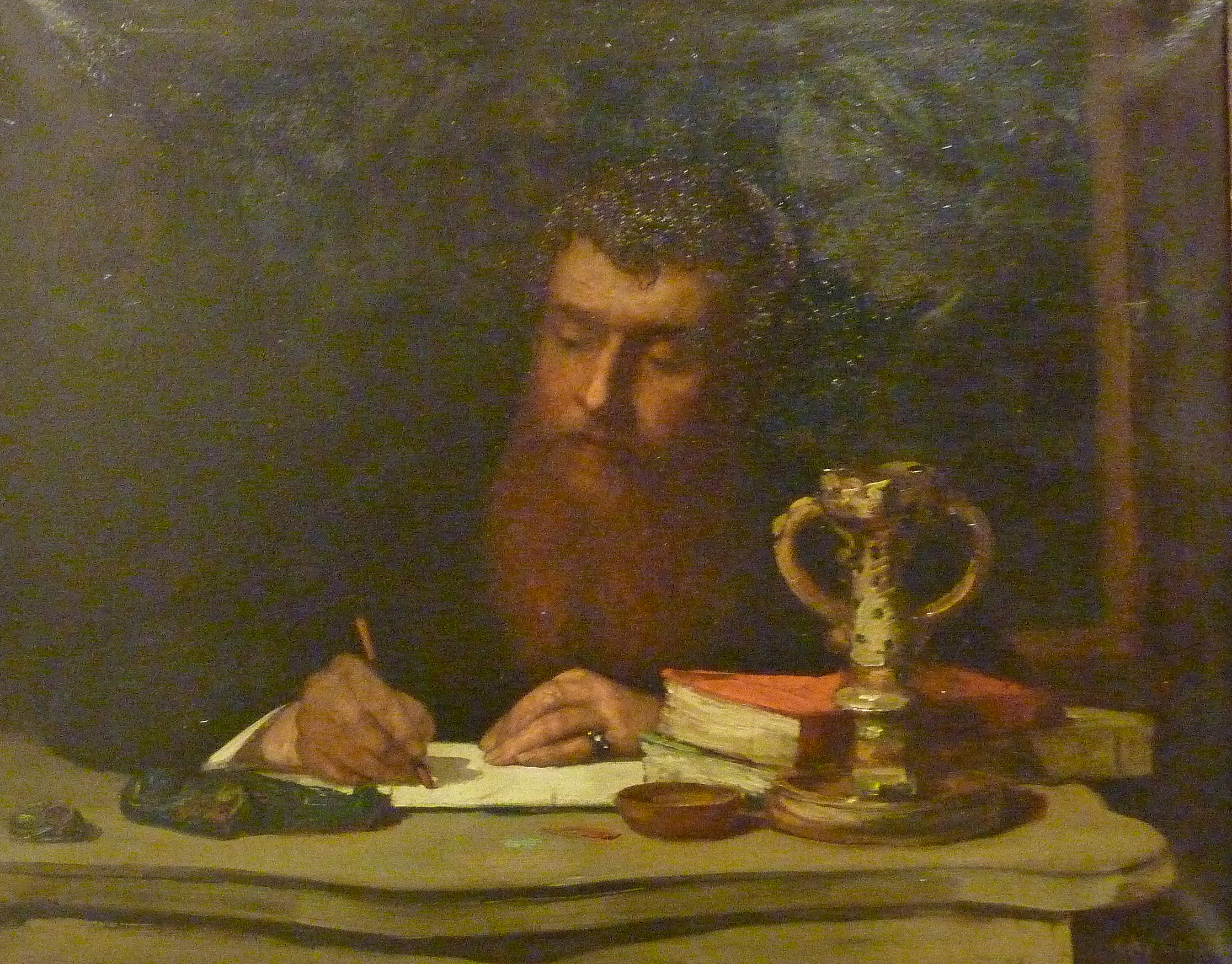
Autoportrait (vers 1920), huile sur papier marouflé sur toile, musée des Beaux-Arts de Quimper.

- Bruxelles, musée Charlier : Une Ouessantine.
- Gand, musée des Beaux-Arts de Gand : Deuil à Ouessant, huile sur carton, 74 × 90 cm.

États-Unis
- Cincinnati, Cincinnati Art Museum : Deuil en Bretagne.

France
- Aix-les-Bains, musée Faure :
  - Femme à sa toilette, huile sur bois, 34 × 24 cm ;
  - Venise, huile sur bois, 60 × 75 cm ;
  - Port breton "Camaret", huile sur bois, 46 × 55 cm.
- Brest, musée des Beaux-Arts de Brest :
  - Nocturne vert à Camaret, 1894, huile sur toile ;
  - Un enterrement en Bretagne, huile sur bois, 34,9 × 46,2 cm[10] ;
  - Enterrement breton ou Femmes en prière, papier collé sur carton fort, 35,2 × 53,3 cm[10] ;
  - Les Victimes de la mer, carton, 65,5 × 81,8 cm ;
  - Au pays de la mer, 1898, carton, triptyque, 35,3 × 54,1 cm, 35,4 × 27,3 cm, 35,7 × 27,5 cm[10],
  - Bord de mer, carton, 35,3 × 52,4 cm[10] ;
  - Brume à Belle-île, 1904, carton, 73,8 × 100,3 cm[10].
- Le Havre, musée d'Art moderne André-Malraux :
  - Petit village au pied de la falaise, vers 1905 ;
  - Montagne, vers 1900-1910.
- Le Puy-en-Velay, musée Crozatier : Au pays de la mer, 1898, huile sur carton, 48 × 144 cm.
- Loctudy, manoir de Kerazan : Les Feux de la Saint-Jean.
- Nantes, musée des Beaux-Arts : Jeune fille de l'île de Sein, 1909.
- Paris :
  - musée d'Orsay :
    - Loge à l'Opéra-Comique, 1887, huile sur bois, 34 × 27 cm[11]
    - Rayons du soir, port de Camaret, 1892, huile sur toile, 74 × 110 cm[12]
    - Au pays de la mer : Ceux qui s'en vont, Le repas d'adieu, Celles qui restent, 1898, huile sur toile, triptyque, 176 × 119 cm[13]
    - Au pays de la mer. Douleur dit aussi Les victimes de la mer. Douleur, entre 1908 et 1909, huile sur toile[14].

  - musée Rodin:
    - Brouillard dans les montagnes au crépuscule, 1903, huile sur carton. Don de l'artiste à Auguste Rodin en 1908 ;
    - Marine, 1903, huile sur carton.

  - Petit Palais : Gens d'Ouessant pleurant un enfant mort, vers 1899, huile sur toile, 91 × 125 cm.
- Quimper, musée des Beaux-Arts :
  - L'Enfant mort, 1897, 65 × 54,5 cm[15] ;
  - Lamentation des femmes de Camaret autour de la chapelle brûlée de Rocamadour[16] ;
  - Marine bretonne, 54 × 75 cm[17] ;
  - Pêcheurs fuyant l'orage, 1903, 54 × 75 cm[18] ;
  - Femmes de Plougastel au Pardon de Ste Anne-La Palud, 1903
  - Le Cabaret, 1893, 71 × 55 cm[19] ;
  - Autoportrait ;
  - Quatre Bretonnes, entre 1900 et 1910, 38,4 × 54,2 cm[20] ;
  - Les Trois Femmes, 33,5 × 43 cm[21] ;
  - La Procession de la Fête-Dieu à Landudec, manoir de Kerazan, Loctudy ;
  - L'Église brûlée, 1911.
- Rennes, musée des Beaux-Arts : Orage en mer, 34 × 45 cm.
- Roanne, musée des Beaux-Arts et d'Archéologie Joseph Déchelette
  - Paysage d’Égypte, huile sur bois, fin 19e - début du 20e siècle
- Vannes, musée des Beaux-Arts La Cohue : Belle-Île.

Russie
- Moscou, musée Pouchkine : Les Adieux, 1897, 64 × 54 cm.

Localisation inconnue
- Femme de l'Île de Sein, 1889, huile sur toile[22].

Œuvres de Charles Cottet
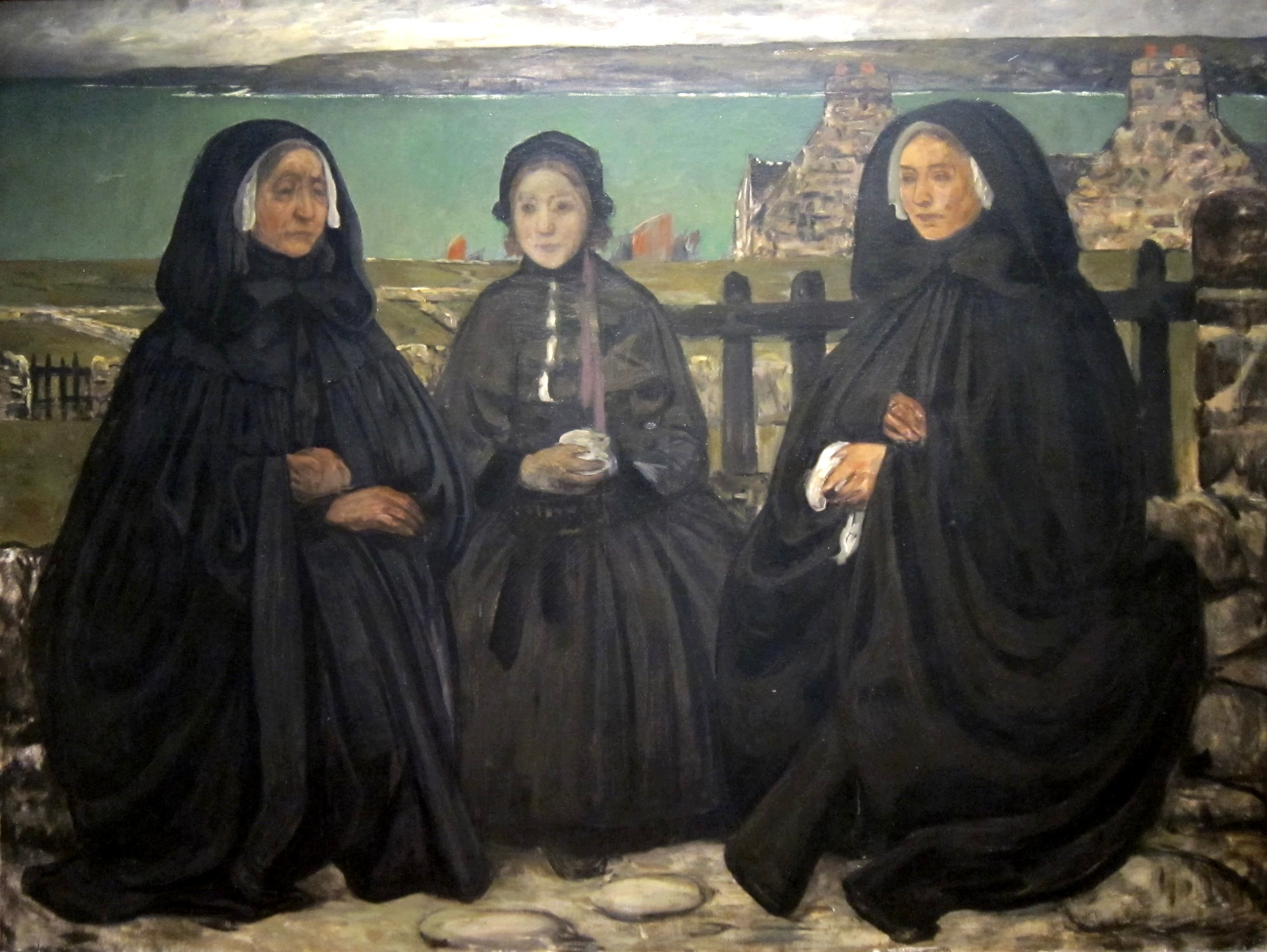
Deuil en Bretagne, 1890-1910 - Cincinnati Art Museum.
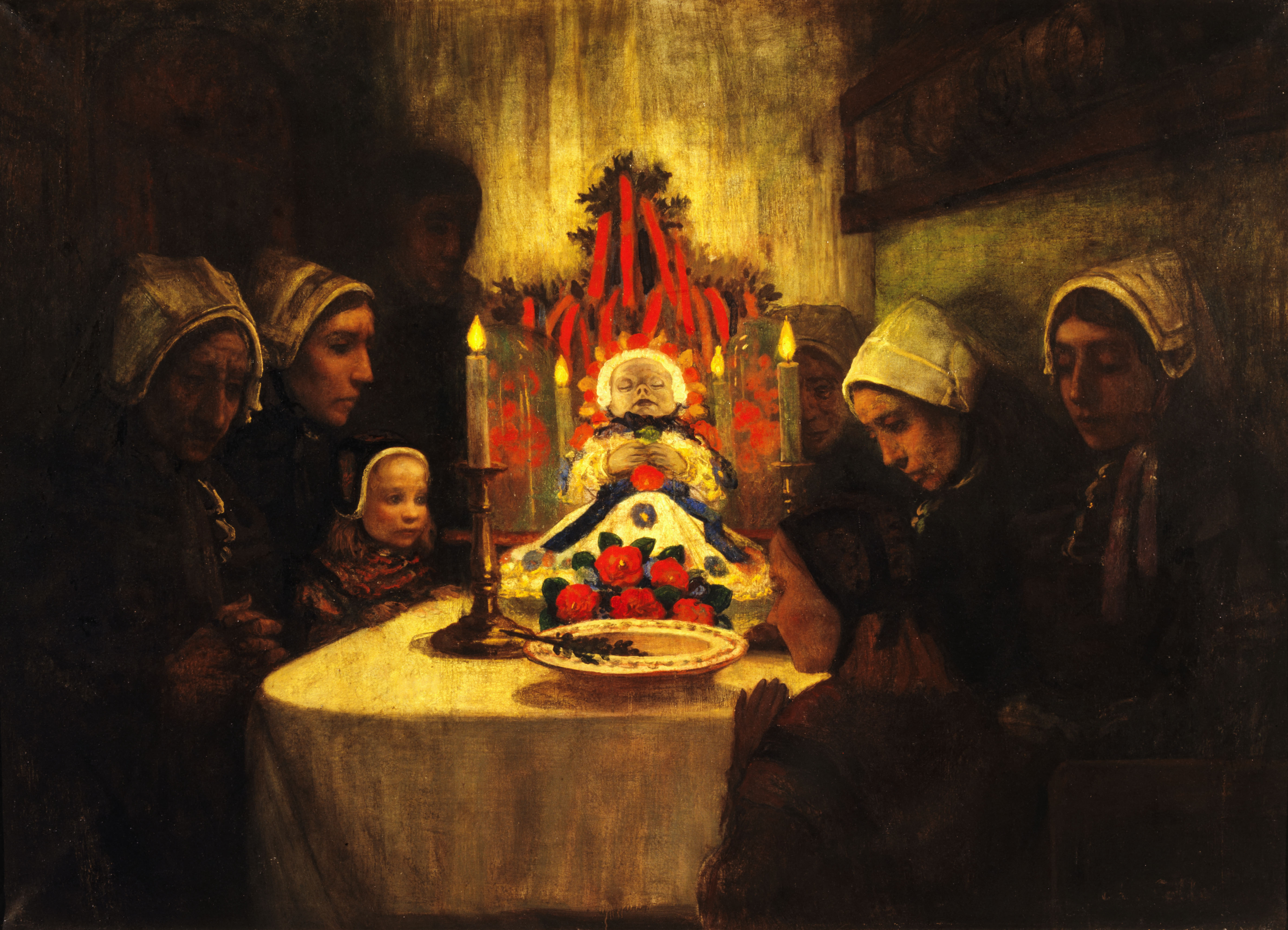
Gens d'Ouessant pleurant un enfant mort (vers 1899), Paris, Petit Palais.
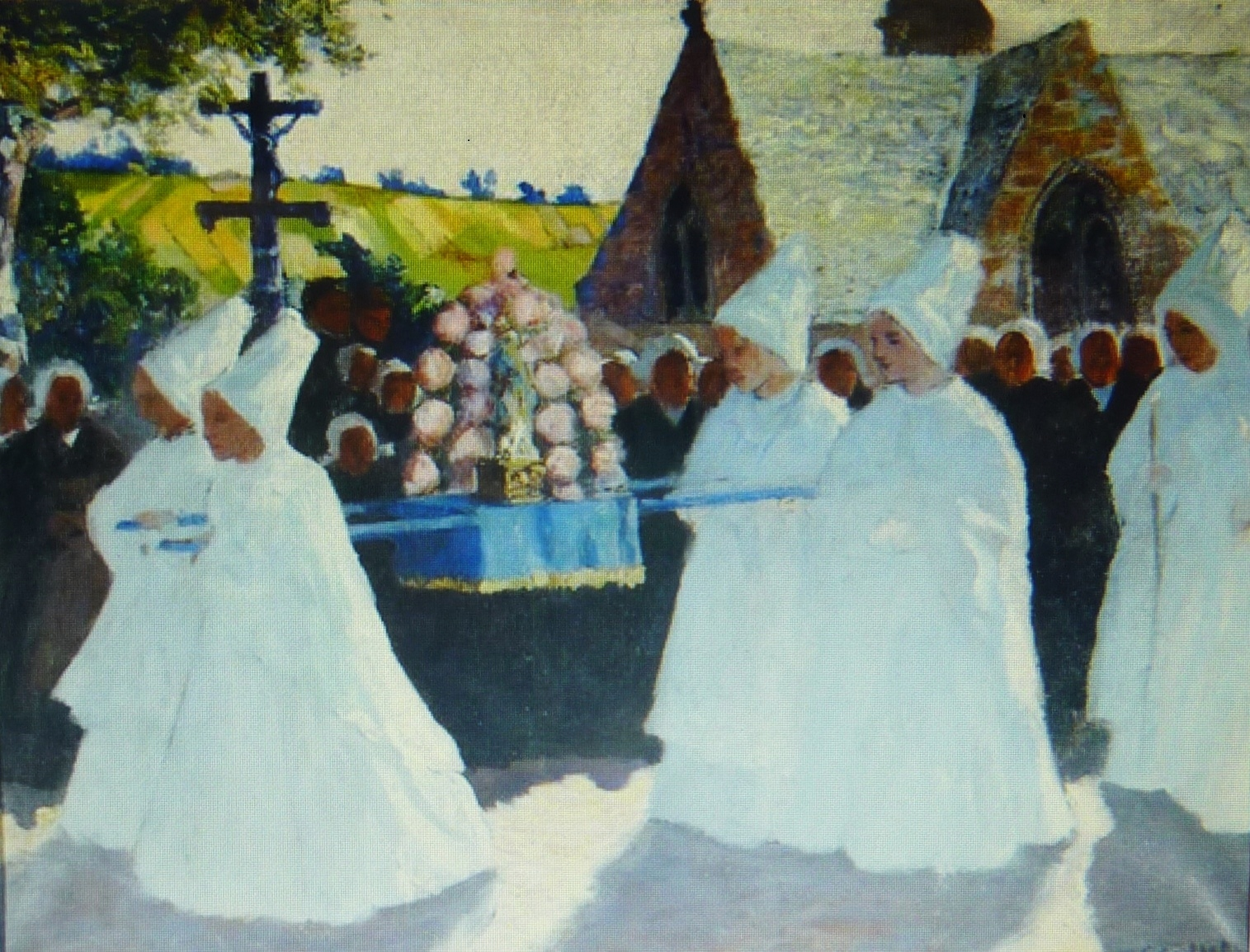
La Procession de la Fête-Dieu à Landudec (vers 1902).
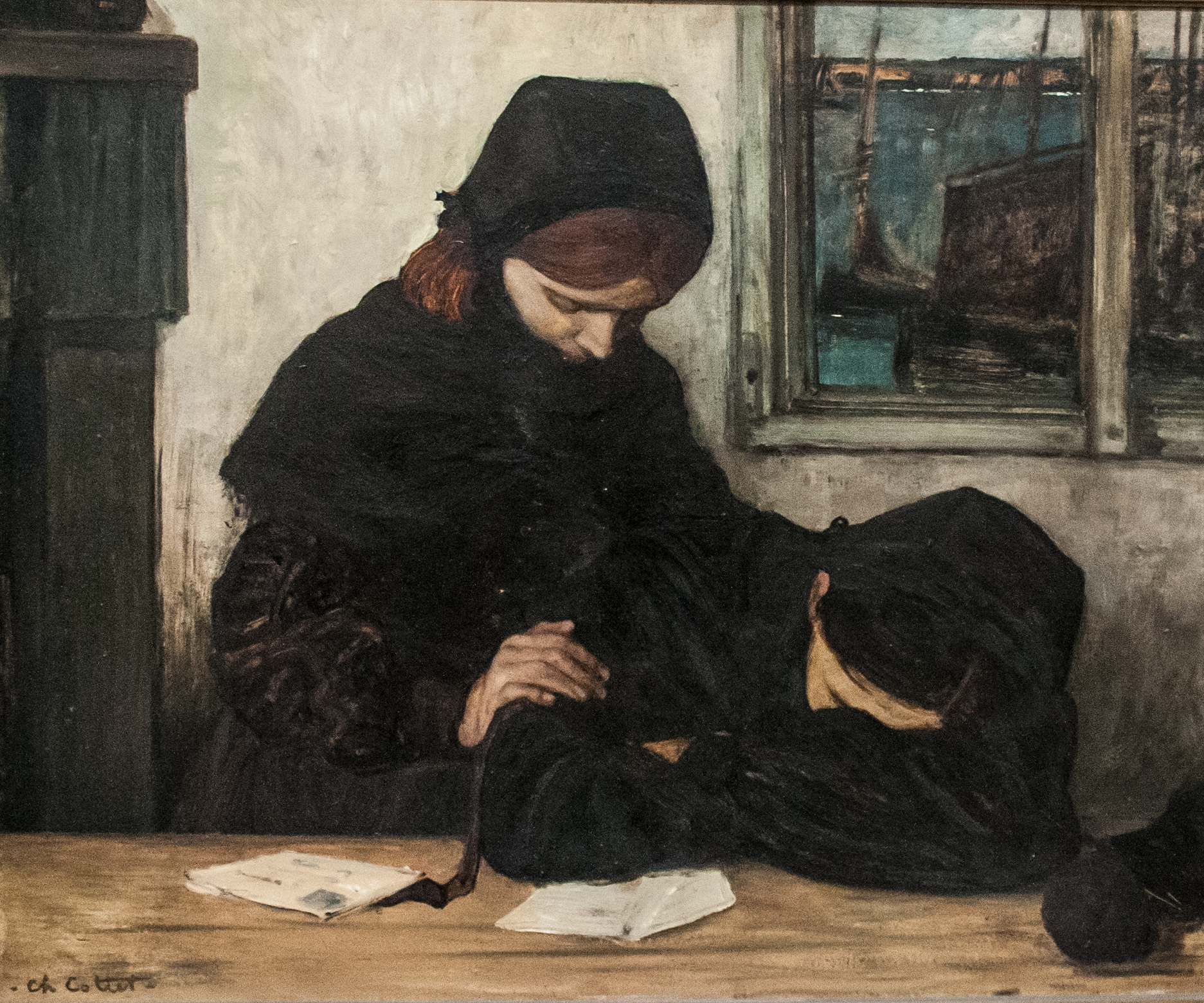
Deuil à Ouessant (1902), musée des Beaux-Arts de Gand.
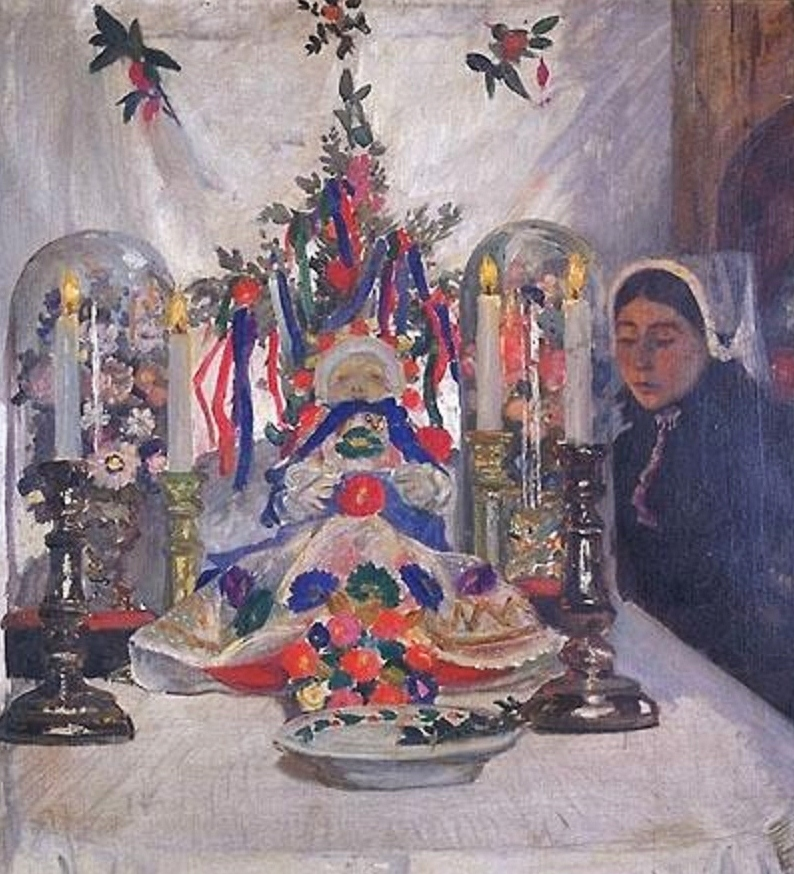
L'Enfant mort à Ouessant (1902), musée des Beaux-Arts de Quimper.
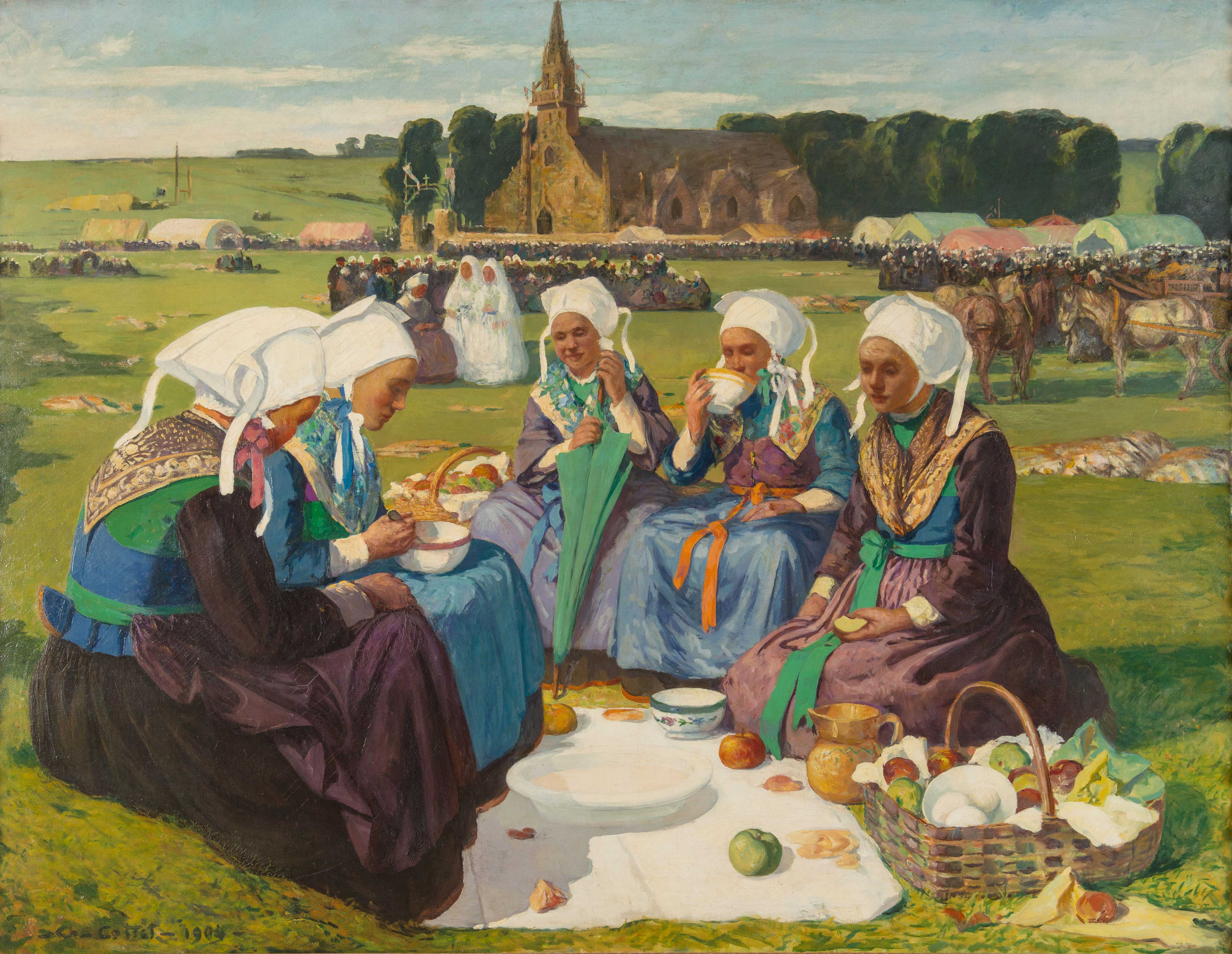
Femmes de Plougastel au Pardon de Sainte Anne-La Palud, 1903 - Musée des Beaux arts de Quimper
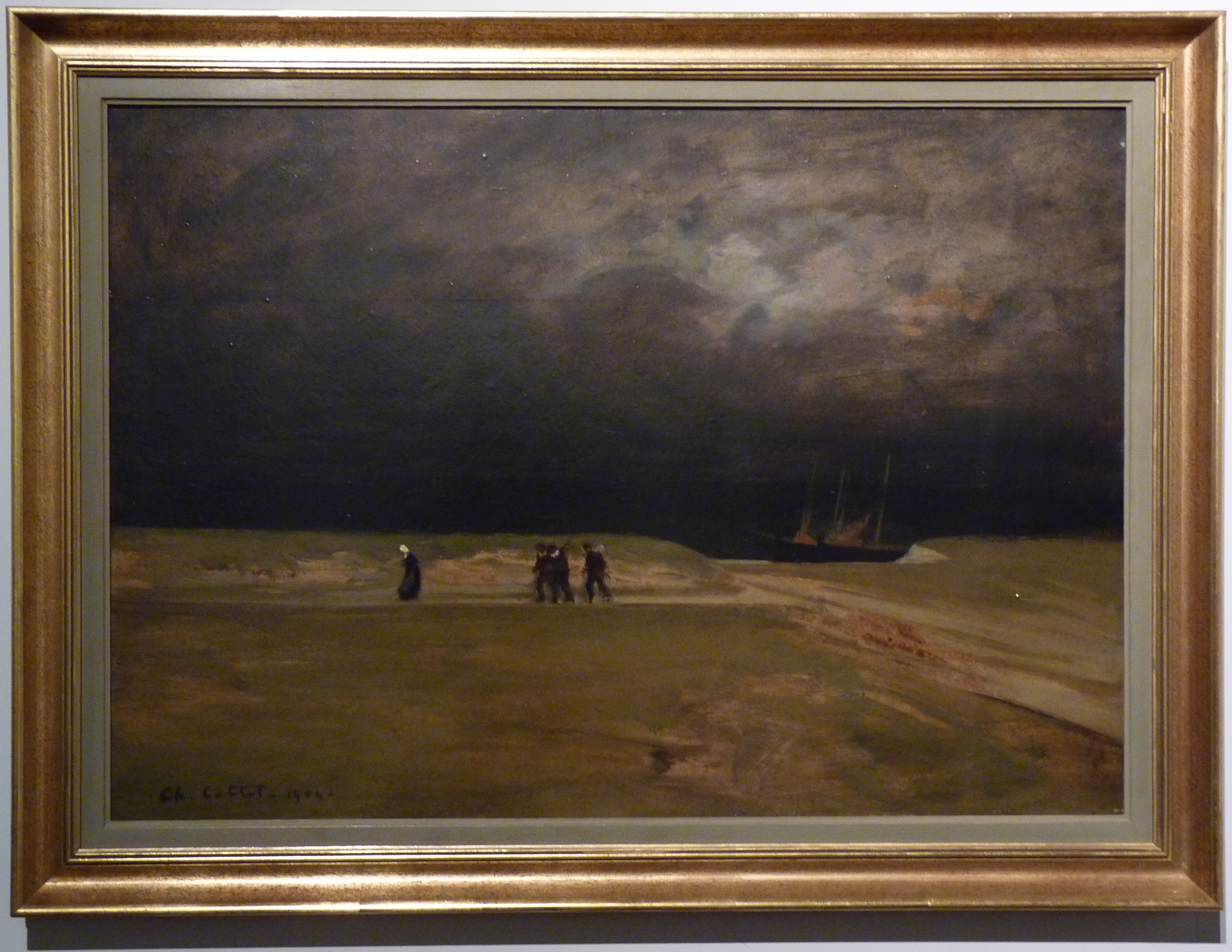
Avant l'orage (1904), musée des Beaux-Arts de Vannes.
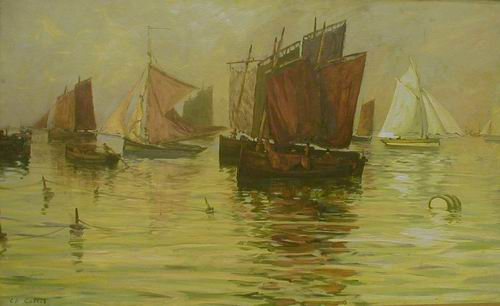
Bateaux (entre 1900 et 1910), Odessa, musée d'Art occidental et oriental.
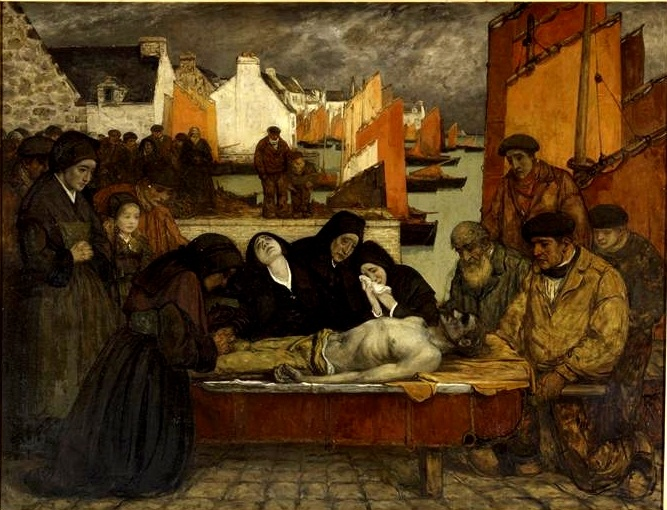
Au pays de la mer. Douleur, ou Les Victimes de la mer (entre 1908 et 1909), Paris, musée d'Orsay.
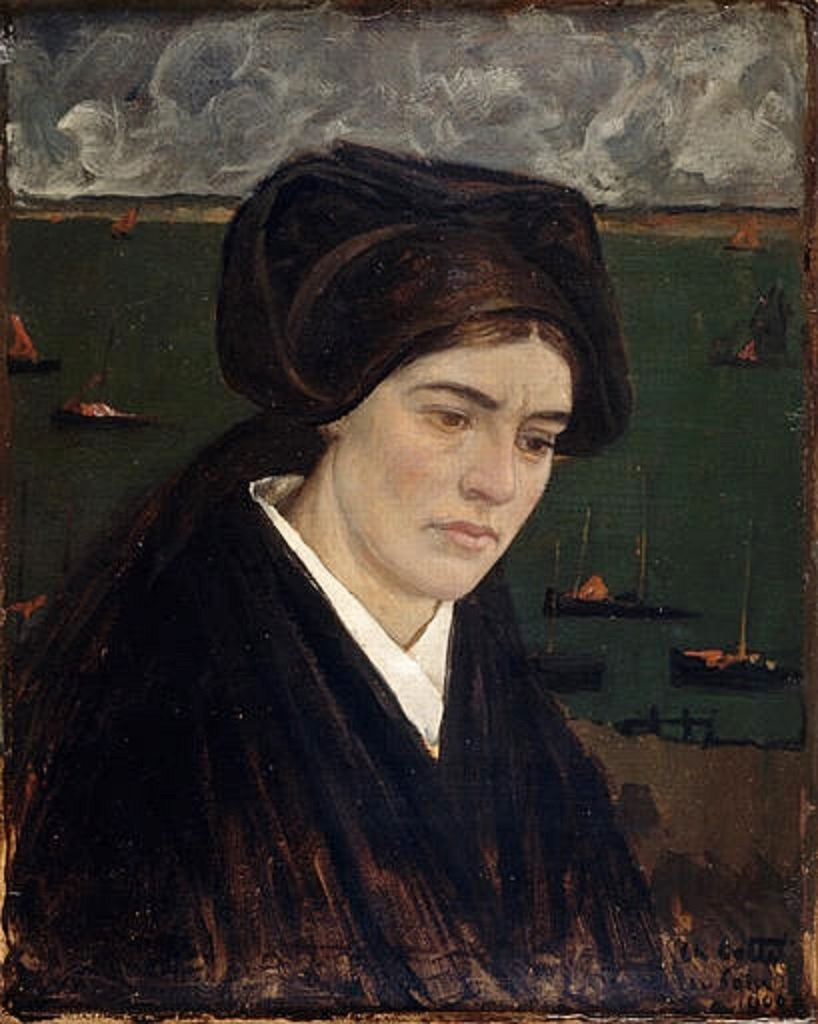
Jeune fille de l'île de Sein (1909), musée des Beaux-Arts de Nantes.